# Pseudocerura
Pseudocerura is een geslacht van vlinders van de familie uilen (Noctuidae), uit de onderfamilie Cuculliinae.

## Soorten
- P. calophasioides Petrowsky, 1958
- P. thoracica Butler